# 다니엘 추가본
다니엘 추가본은 히브리어/아람어로 된 마소라 본문에는 수록되어 있지 않은 칠십인역에 수록되어 있는 추가본이다. 가톨릭, 정교회, 오리엔트 정교회, 아시리아 동방교회에서 인정한다. 그러나 대부분 개신교 성경은 마소라 본문에서 제외된 이 부분을 외경으로 간주하고 있다.

## 내용
- 아자리야의 노래와 세 젊은이의 노래
- 수산나
- 벨과 뱀

## 같이 보기
- 제2경전